# نکاح عرفی
ازدواج عرفی عربی: الزواج العرفی) که در عصر حاضر در میان برخی از مسلمانان؛ به‌ویژه گردشگران عرب کشورهای حوزه خلیج‌فارس مرسوم شده، نکاحی است که در مراجع قانونی دولتی ثبت نمی‌شود. این نوع از ازدواج نیازی به شاهد (که در ازدواج رسمی عقدنامه را امضا می‌کنند) ندارد.

## ازدواج شرعی اما غیرقانونی
در حقوق مدنی ایران ازدواج‌های دائمی که طرفین پس از جاری شدن صیغه عقد برای ثبت آن در دفاتر ثبت اسناد رسمی اقدام نکنند به لحاظ شرعی، معتبر هستند اما قانونی نیستند و برای زوج مجازات در پی دارد.در ماده (۲۰) قانون حمایت از خانواده ۱۳۹۱ ثبت نکاح دائم در دفاتر اسناد رسمی ازدواج یا ازدواج و طلاق الزامی است و در ماده (۲۱) ثبت نکاح موقت در یکی از شرایط باردار شدن زوجه، توافق طرفین و شرط ضمن عقد الزامی است. با توجه به اینکه از یک سو عدم ثبت ازدواج موقت در ماده (۶۴۵) قانون مجازات اسلامی جرم انگاری نشده‌است و از سوی دیگر شرط تحقق رابطه نامشروع موضوع ماده (۶۳۷) این قانون، عدم علقه زوجیت بین زن و مرد است، در صورتی که دادگاه وجود علقه زوجیت را بر اساس اظهار طرفین برقرار بداند، ازدواج معتبر است و رابطه جنسی مشمول حکم رابطه نامشروع نخواهد بود.
ازدواج شرعی یک زن ایرانی با مرد بیگانه نیز غیرقانونی محسوب می‌شود و ضرورت دارد قبل از ازدواج به وزارت کشور مراجعه و مجوز لازم برای ثبت این ازدواج اخذ شود؛ تنها در این صورت است که زنی که با مرد بیگانه ازدواج کرده، پس از ازدواج از حقوق قانونی برخوردار خواهد بود و با معضل بدون شناسنامه ماندن فرزندانش مواجه نخواهد شد.